# Божедаровский поселковый совет
Божедаровский поселковый совет (укр. Божедарівська селищна рада; до 2016 года — Щорский поселковый совет) — входит в состав Криничанского района Днепропетровской области Украины.
Административный центр поселкового совета находится в пгт Божедаровка.

## Населённые пункты совета
- пгт Божедаровка
- с. Весёлое
- с. Вольное
- с. Людмиловка
- с. Надия
- с. Алексеевка
- с. Потоки
- с. Скелеватка
- с. Трудовое